# 尾之内由紀夫
尾之内 由紀夫（おのうち ゆきお、1915年8月18日 - 2009年2月12日）は、日本の土木工学者。1967年に建設事務次官を務めた。

## 人物
愛知県知多市八幡出身。愛知一中を経て、1939年に東京帝国大学工学部土木工学科を卒業し、内務省、人事院で務め、1963年、建設省の道路局長となり、1966年から技監および1967年より建設事務次官を務める。1970年に日本道路公団の副総裁となり、1976年に本州四国連絡橋公団の総裁となる。1975年から1976年にかけて土木学会の会長を務め、1980年から日本道路協会の会長を務めた。1987年、勲一等瑞宝章受章。
2009年2月12日に肺炎のため死去した。叙正四位。